# Municipio Rangel (Mérida)
El municipio Rangel es uno de los municipios que conforman al Estado Mérida, Venezuela. Se ubica en la región de los Andes, al este de dicho estado. Su capital es la ciudad de Mucuchíes, una de las más altas de Venezuela. El municipio le debe su nombre al coronel José Antonio Rangel (1788-1821), prócer de la independencia de Venezuela.

## Parroquias
| Parroquia                | Capital                 | Población 2001 |
| ------------------------ | ----------------------- | -------------- |
| Municipio Capital Rangel | Mucuchíes               | 5.991          |
| Cacute                   | Cacute                  | 1.298          |
| La toma                  | La toma                 | 1.725          |
| Mucurubá                 | Mucurubá                | 2.829          |
| San Rafael               | San Rafael de Mucuchíes | 3.363          |

## Política y gobierno

### Alcaldes
| Período     | Alcalde                        | Partido político / Alianza | % de votos | Notas |
| ----------- | ------------------------------ | -------------------------- | ---------- | --- |
| 1989 - 1992 | Isabel Dianive Piñero de Gómez |                            | 50,03      | Primera alcaldesa bajo elecciones directas |
| 1992 - 1995 | José Avelino Villarreal        |                            | 51,08      | Segundo alcalde bajo elecciones directas |
| 1995 - 2000 | José Avelino Villarreal        |                            | -          | Reelecto (se realizaron elecciones generales adelantadas en el 2000 debido a la aprobación de la Constitución de 1999)                               |
| 2000 - 2004 | Alexander Quintero             |                            | 50,99      | Tercer alcalde bajo elecciones directas |
| 2004 - 2008 | Alexander Quintero             |                            | 85,20      | Reelecto |
| 2008 - 2013 | Oscar Albarran                 |                            | 58,24      | Cuarto alcalde bajo elecciones directas (se postergan 1 año las elecciones municipales pautadas para finales del 2012)                               |
| 2013 - 2017 | Álvaro Sánchez                 |                            | 48,28      | Quinto alcalde bajo elecciones directas |
| 2017 - 2021 | René Barrios                   |                            | 57,47      | Sexto alcalde bajo elecciones directas |
| 2021 - 2025 | Abraham Hayon                  |                            | 64,58      | Séptimo alcalde bajo elecciones directas. Destituido por el Concejo Municipal por abandono del cargo.Actualmente es restituido del cargo por el TSJ. |

### Concejo municipal
Período 1989 - 1992
| Concejales:           | Partido político / Alianza |
| --------------------- | -------------------------- |
| José Ramón Cepeda     | COPEI                      |
| Hermes Sánchez Romero | COPEI                      |
| Florencio Gil         | COPEI                      |
| Amadeo Castillo       | COPEI                      |
| Irmín Gardis Albarrán | AD                         |
| Silvio Romero Toro    | AD                         |
| Luis Carlos Vasquez   | AD                         |

Período 1992 - 1995
| Concejales:           | Partido político / Alianza |
| --------------------- | -------------------------- |
| Luisa Parra de Romero | AD                         |
| Carlos Avendaño       | AD                         |
| Olinto Monsalve       | AD                         |
| Alfonzo Sánchez       | COPEI                      |
| Amadeo Castillo       | COPEI                      |

Período 1995 - 2000
| Concejales:           | Partido político / Alianza |
| --------------------- | -------------------------- |
| Luisa Parra de Romero | AD                         |
| Dionicio Espinoza     | AD                         |
| Carlos Avendaño       | AD                         |
| Olinto Monsalve       | AD                         |
| Celestino Sánchez     | CONVERGENCIA               |
| José Eleazar Sánchez  | CONVERGENCIA               |
| Manuel Sánchez        | COPEI                      |

Período 2000 - 2005
| Concejales             | Partido político / Alianza |
| ---------------------- | -------------------------- |
| Daniel Zapata          | MVR                        |
| Oscar Albarran         | MVR                        |
| Miguel Sanchez La Cruz | MVR                        |
| Ramon Ali Avendaño     | MVR                        |
| Dionicio Espinoza      | AD                         |
| Asnulfo Hernandez      | AD                         |
| Luisino Trejo          | MRC 24 NOV                 |

Período 2005 - 2013
| Concejales        | Partido político / Alianza |
| ----------------- | -------------------------- |
| Daniel Zapata     | MVR                        |
| Oscar Albarran    | MVR                        |
| Gerardo Briceño   | MVR                        |
| Alexander Sanchez | MVR                        |
| Elizabeth Barriod | MVR                        |
| Nidia Parra       | MVR                        |
| Alivio Calderon   | MVR                        |

Período 2013 - 2018:
| Concejales        | Partido político / Alianza |
| ----------------- | -------------------------- |
| Jesús Lobo        | VP MUD                     |
| Oscar Sánchez     | AD MUD                     |
| Adelso Zea        | COPEI MUD                  |
| Francisco Sánchez | VP MUD                     |
| Jose Arismendi    | PSUV                       |
| Nelson Castillo   | PSUV                       |
| Bulman Dávila     | PSUV                       |

Período 2018 - 2021
| Concejales    | Partido político / Alianza |
| ------------- | -------------------------- |
| Maria Sánchez | PSUV                       |
| Orlando Yanez | PSUV                       |
| Digna Lobo    | PSUV                       |
| Jonny Lara    | PSUV                       |
| Suly Davila   | PSUV                       |
| Jesus Suescun | PSUV                       |
| Gloria Balza  | PSUV                       |

Período 2021 - 2025
| Concejales       | Partido político / Alianza |
| ---------------- | -------------------------- |
| Godelia Ramirez  | MUD                        |
| Nelson Cuevas    | MUD                        |
| Julio Rangel     | MUD                        |
| Yameli Maldonado | MUD                        |
| Olga Pérez       | MUD                        |
| Álvaro Avendaño  | MUD                        |
| Jonny Lara       | PSUV                       |